# Diego Sánchez de Ribera
Diego Sánchez de Ribera (Calera y Chozas, provincia de Toledo, 25 de noviembre de 1701-Forli, 11 de febrero de 1774) fue un jesuita y escritor español, que no debe confundirse con el Diego de Ribera andaluz (Cádiz 1581 - Sevilla 1659), que tuvo importantes cargos en la orden pero no parece haber dejado ningún manuscrito.

## Biografía
Entró en la Provincia de Toledo el 20 de junio de 1716 y profesó los cuatro votos el 2 de febrero de 1735. Era doctor y maestro de Filosofía en la Universidad Complutense y catedrático de prima en 1751; allí adquirió una reputación de muy erudito y era a menudo consultado por otros profesores, siendo llamado "Maestro sólido". Enseñó dos años gramática, cinco filosofía y veinte teología. Calificador del Santo Oficio, examinador sinodal y juez de concurso del Arzobispo de Toledo, rector de los colegios de Toledo y del Colegio Imperial de Madrid (tr. 1761, 1762), vicerrector de Toledo (1745) y prefecto de la Casa Profesa desde el 26 de julio de 1766. Es autor de numerosas necrologías de jesuitas entre 1760 y 1762 (AHN, Jesuitas, 29/1). Fue él quien censuró la traducción española de La logique ou art de penser de Antoine Arnauld traducida al español (AHN, Consejos, leg. 5528/2) por Miguel José Hernández. Tras la expulsión murió en el exilio de Forli, en 1774.

## Obras
- Censura de Logica admirable o Arte de pensar, de Antonio Arnaldo, trad. Miguel José Hernandez, AHN, Consejos, leg. 5528/2 [Escalera].
- Dictamen sobre la Obra del famoso Fray Gerundio de Campazas y la Delacion contra ella, con las Respuestas del Author de dicha obra a las Repons que han puesto (Madrid, 27, IV.1759), 44 h., Madrid BRAH [Escalera].
- Dos declaraciones hechas al Santo Oficio de los 10 tomos de la Theologia Christiana dogmatico-moral y los 2 del Apparatus ad christianam theologiam del P. Fray Daniel Concina (Alcala, 22.VIII.1755; Alcala, 12.X.1755) (en el Archivo de la Residencia de Madrid, según Uriarte].